# Ginir
Ginir (engelska: Ghinnir) är en ort i Etiopien.   Den ligger i regionen Oromia, i den centrala delen av landet, 300 km sydost om huvudstaden Addis Abeba. Ginir ligger 1 945 meter över havet och antalet invånare är 16 757.
Terrängen runt Ginir är platt åt nordväst, men åt sydost är den kuperad. Runt Ginir är det ganska tätbefolkat, med 52 invånare per kvadratkilometer. Det finns inga andra samhällen i närheten. Trakten runt Ginir består i huvudsak av gräsmarker.